# Benedikt Saller
Benedikt Saller (München, 22 september 1992) is een Duits voetballer die bij voorkeur als defensieve middenvelder speelt. Hij stroomde in 2013 door vanuit de jeugdopleiding van FSV Mainz 05.

## Clubcarrière
Saller maakte tot 2009 deel uit van de jeugdopleiding van TSV 1860 München, waarop hij die verruilde voor die van FSV Mainz 05. Twee jaar later debuteerde hij hier in het tweede elftal. Saller maakte op 18 mei 2013 zijn debuut voor Mainz hij in de Bundesliga, op de laatste speeldag van het seizoen 2012/13, tegen VfB Stuttgart. Hij viel die dag na 75 minuten in voor Yunus Mallı. In het daaropvolgende seizoen speelde Saller vijftien wedstrijden in het eerste elftal. Daarvoor maakte hij op 25 januari 2014 zijn eerste doelpunt, uit tegen VfB Stuttgart. Dit was die wedstrijd ook meteen het winnende doelpunt.